# 보디빌딩

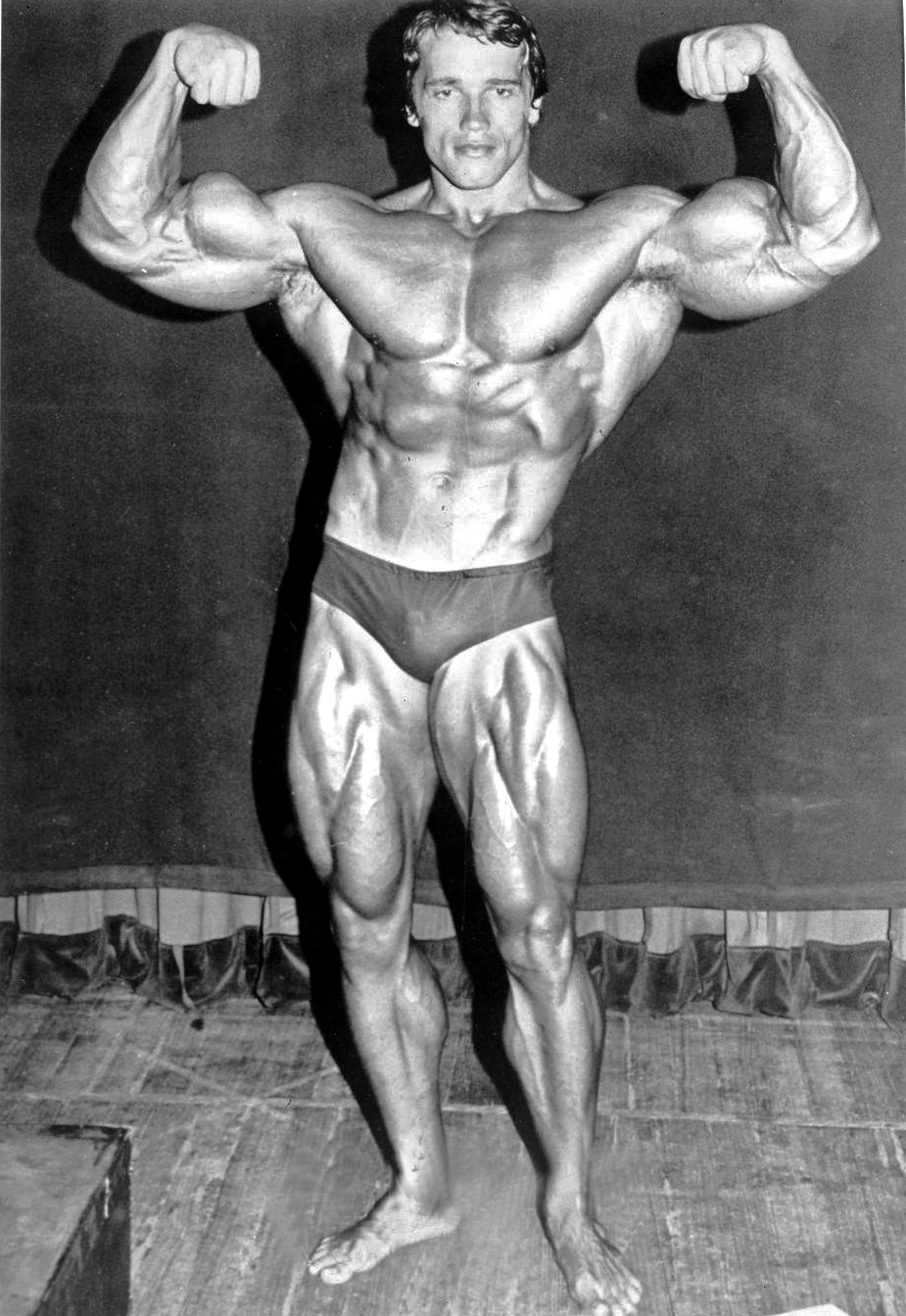
1974년 보디빌딩에서 가장 주목할 만한 인물 중 한 명인 아놀드 슈워제네거

보디빌딩(bodybuilding)은 운동을 통하여 몸의 근육을 극대화하여 몸을 가꾸는 행위이다. 또, 보디빌딩을 전문적으로 하는 직업이나 사람을 보디빌더(body-builder)라고 한다.

## 역사
돌을 들어올리는 전통은 고대 그리스와 이집트에서 실현되었다. 서양의 웨이트 리프팅(weight lifting)은 유럽에서 약 1880년부터 1953년에 이르는 기간에 발전하였다. 체격을 만드는 것에 초점을 두진 않았으며 이러한 장사들은 종종 배가 많이 나오고 팔다리가 뚱뚱했다.

## 신체
지방을 최대한 줄이고 근육을 최대한 늘리는 운동의 특성 상 완력은 엄청난 반면 지구력과 맷집은 매우 취약하다. 특히 맷집을 보완하는 지방이 거의 없다시피하기 때문에 맷집이 일반인 이하 수준이며 그 때문에 보디빌딩을 하는 사람은 격투기를 하면 안 된다. 격투기 선수는 근육량은 보디빌더와 비슷하지만 에밀리아넨코 효도르처럼 지방을 어느 정도 달고 다녀야만 하기 때문에 보디빌딩과는 전혀 다른 방식으로 운동을 한다.

## 같이 보기
- 벤트오버로우
- 스포츠 의학
- 피트니스
- 헬스클럽